# Réarrangement de Neber
Un réarrangement de Neber, nommé d'après le chimiste allemand Peter Neber (de), est une réaction de réarrangement qui convertit une cétoxime en α-aminocétone,,.
L'oxime est d'abord convertie en O-sulfonate, par exemple un tosylate sous l'action du chlorure de tosyle. L'ajout d'une base forme un carbanion qui déplace le groupe tosylate par substitution nucléophile pour former une azirine, qui est finalement hydrolysée en donnant l'aminocétone.
Le réarrangement de Beckmann est une réaction parasite de ce réarrangement.